# 이란의 재외공관 목록

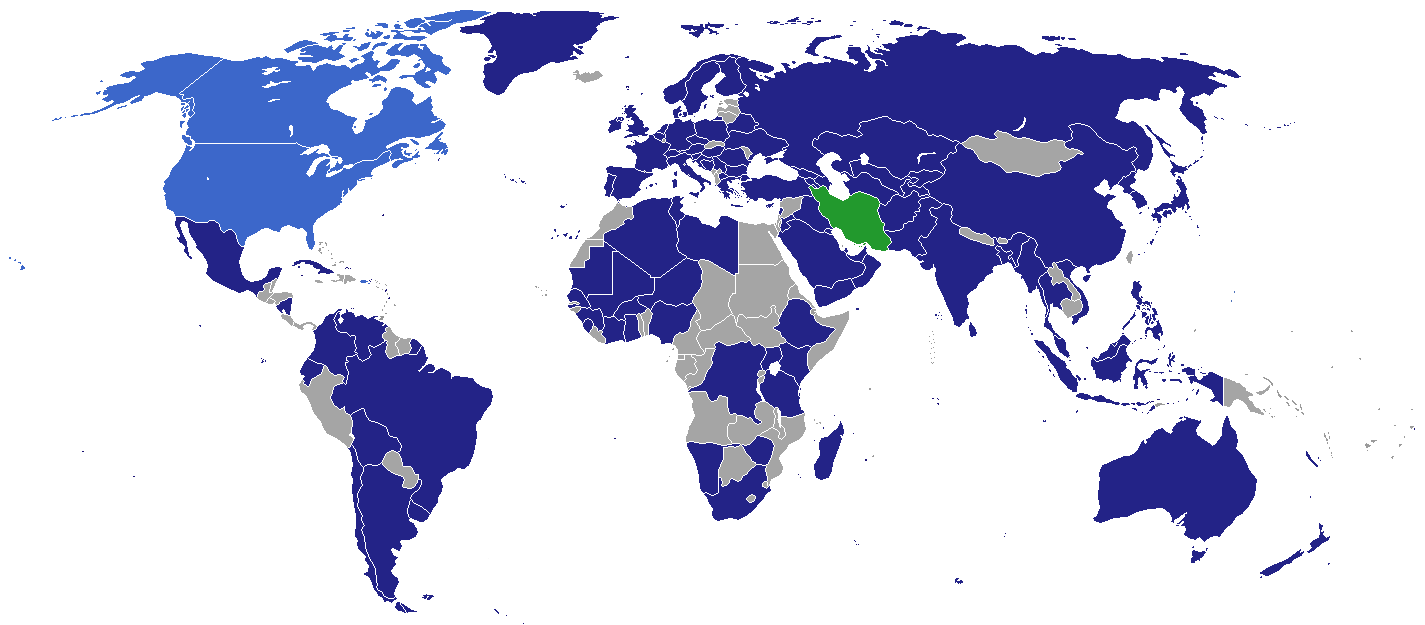
이란의 재외공관

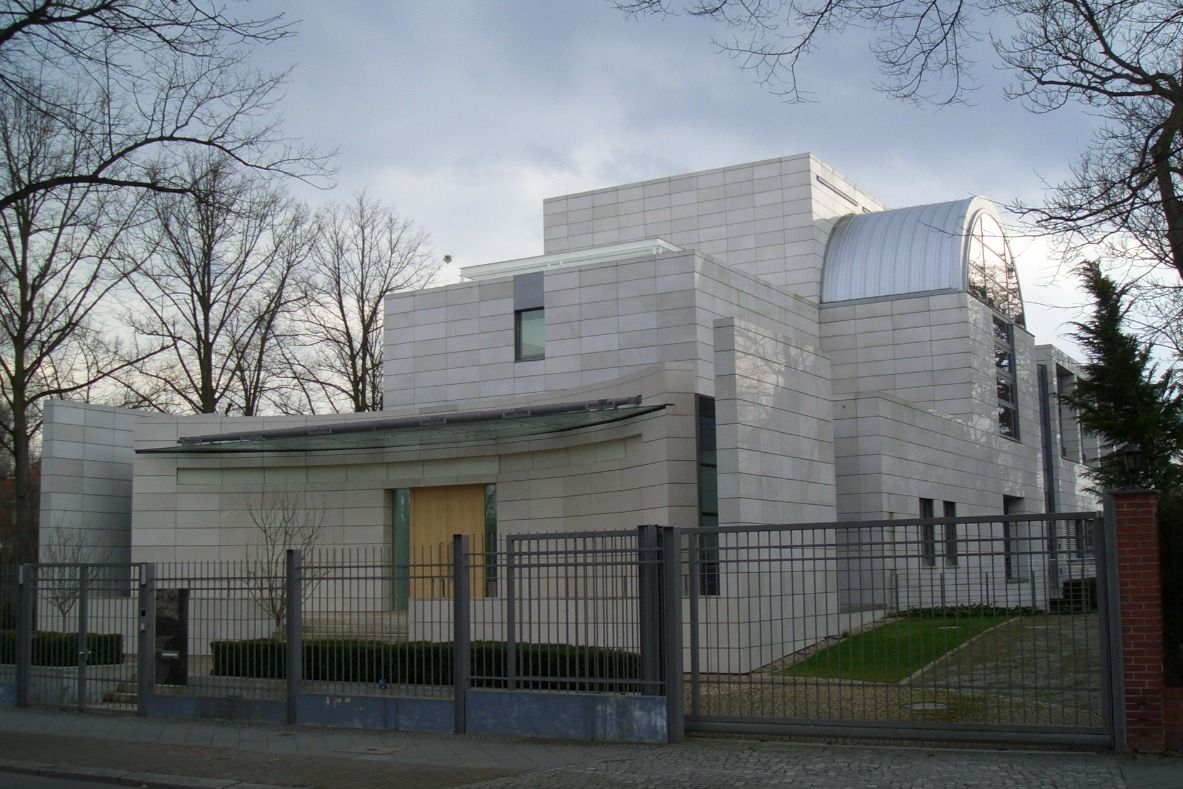
베를린 주재 이란 대사관

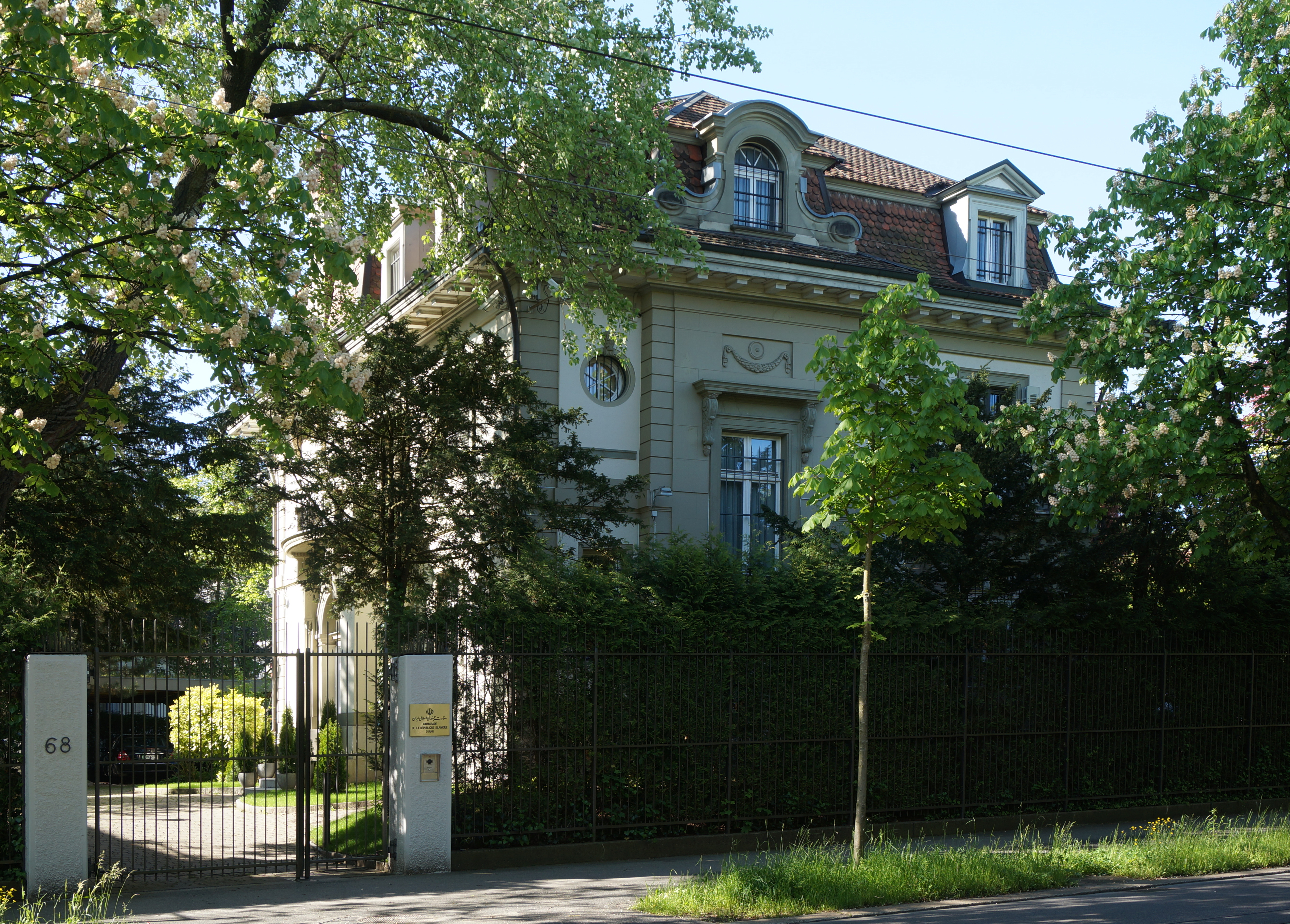
베른 주재 이란 대사관

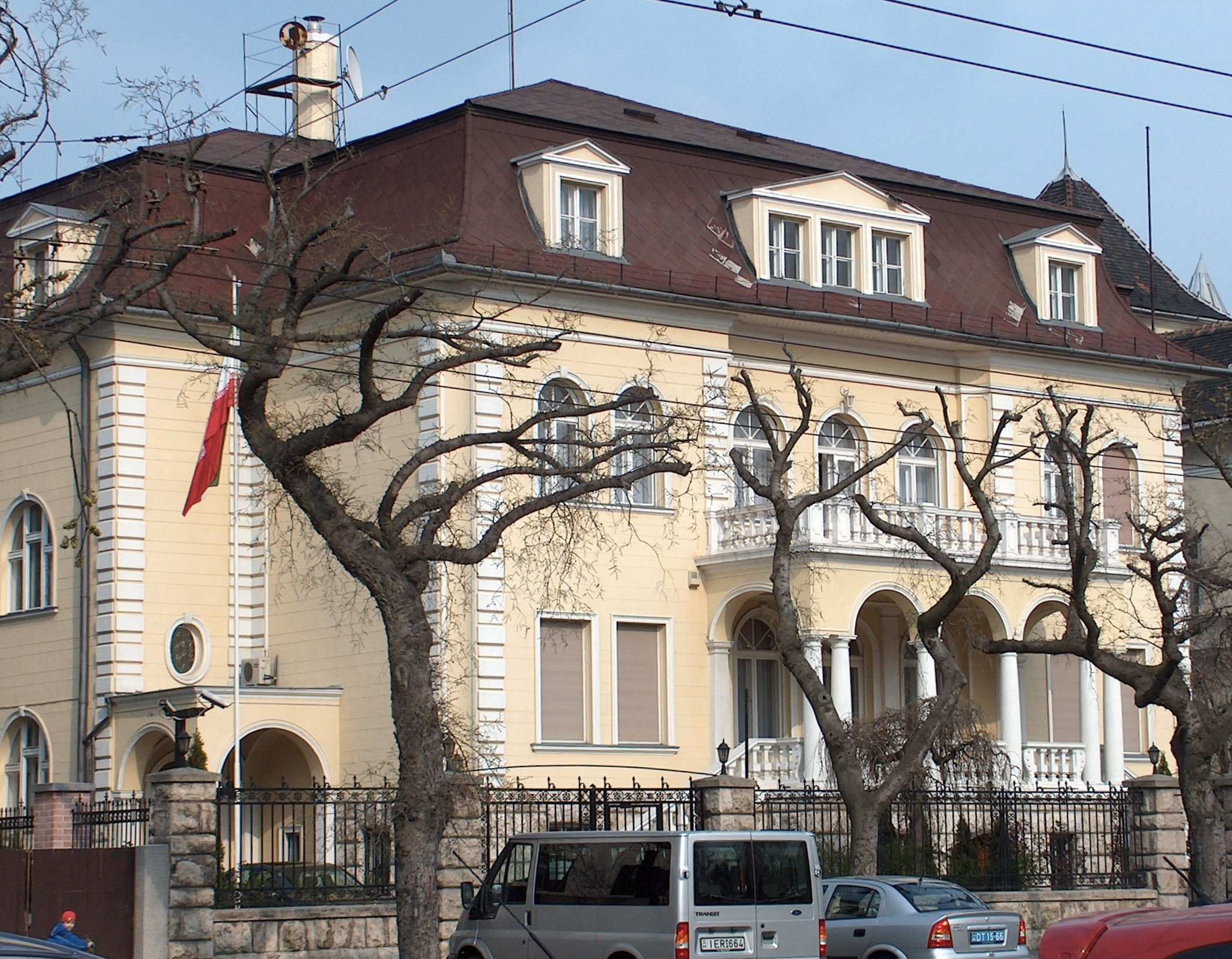
부다페스트 주재 이란 대사관

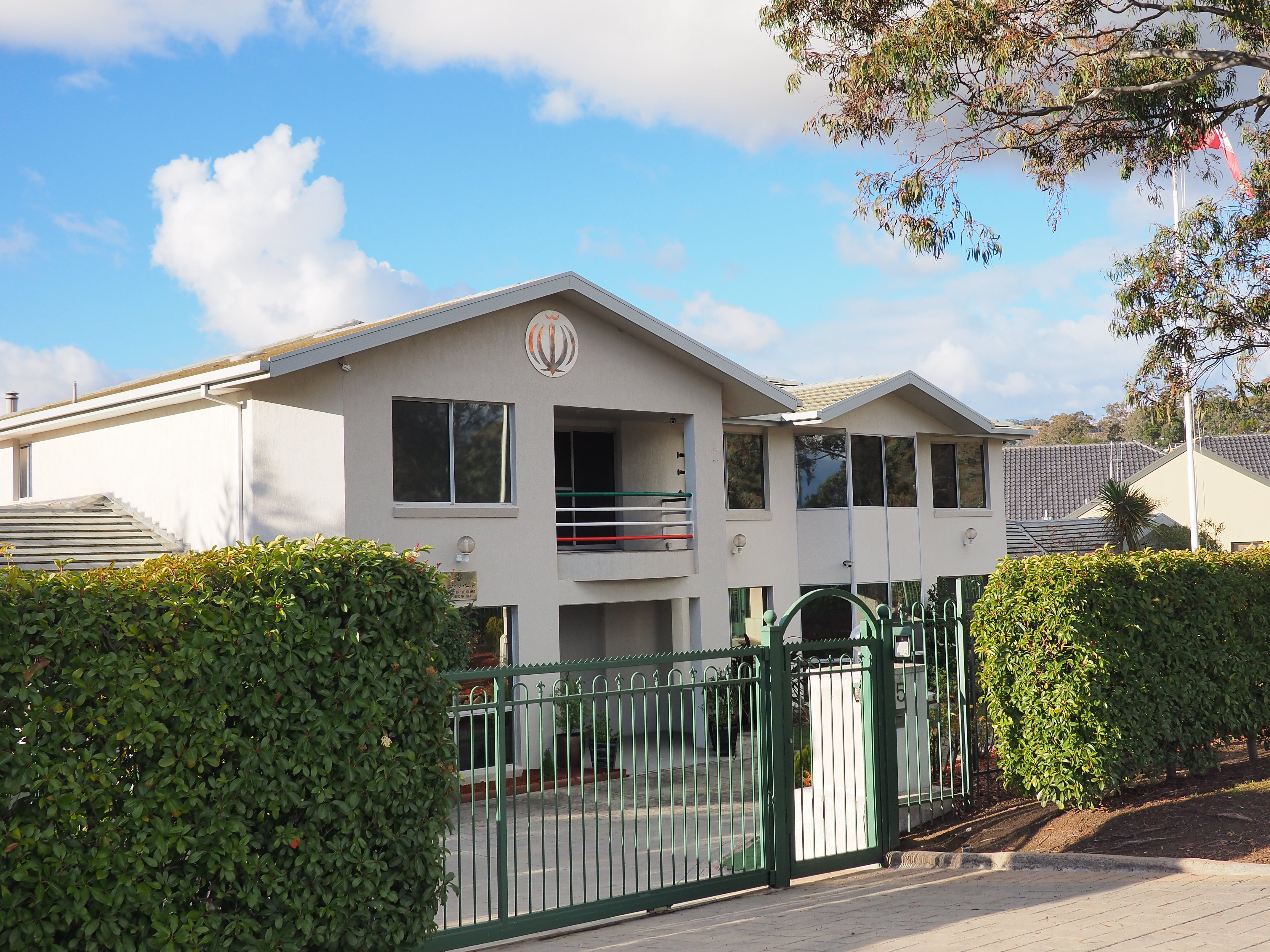
캔버라 주재 이란 대사관

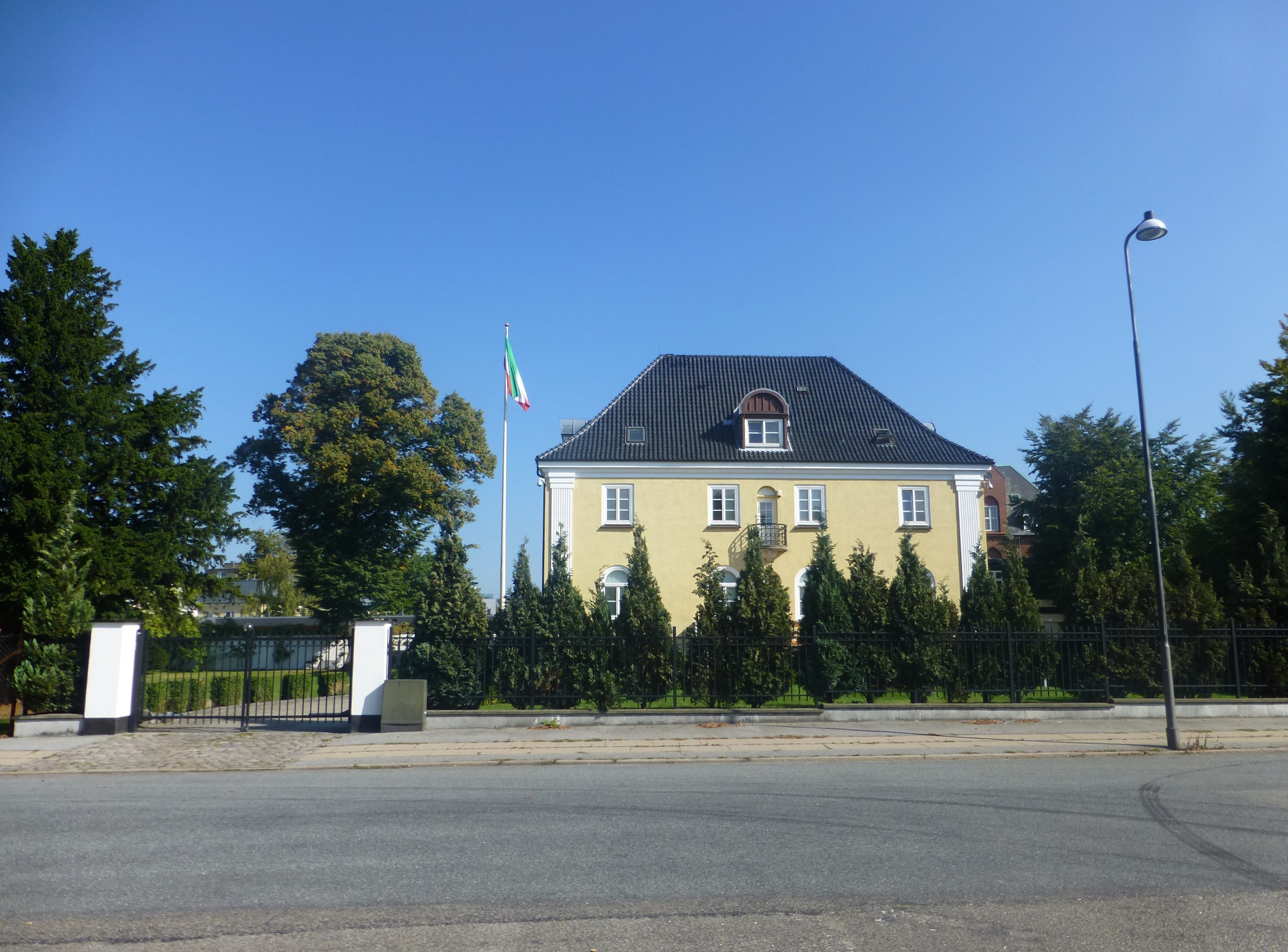
코펜하겐 주재 이란 대사관

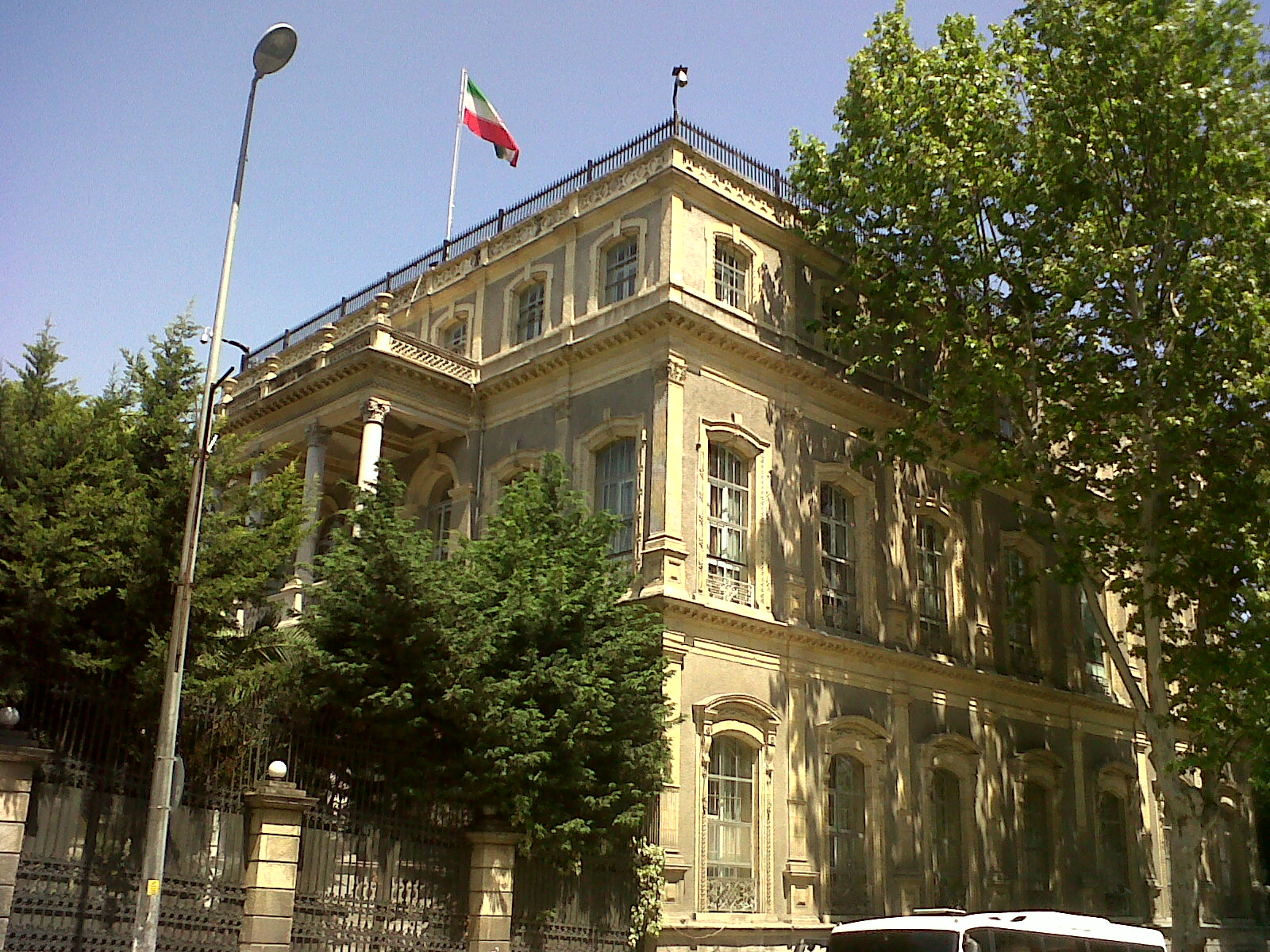
이스탄불 주재 이란 총영사관

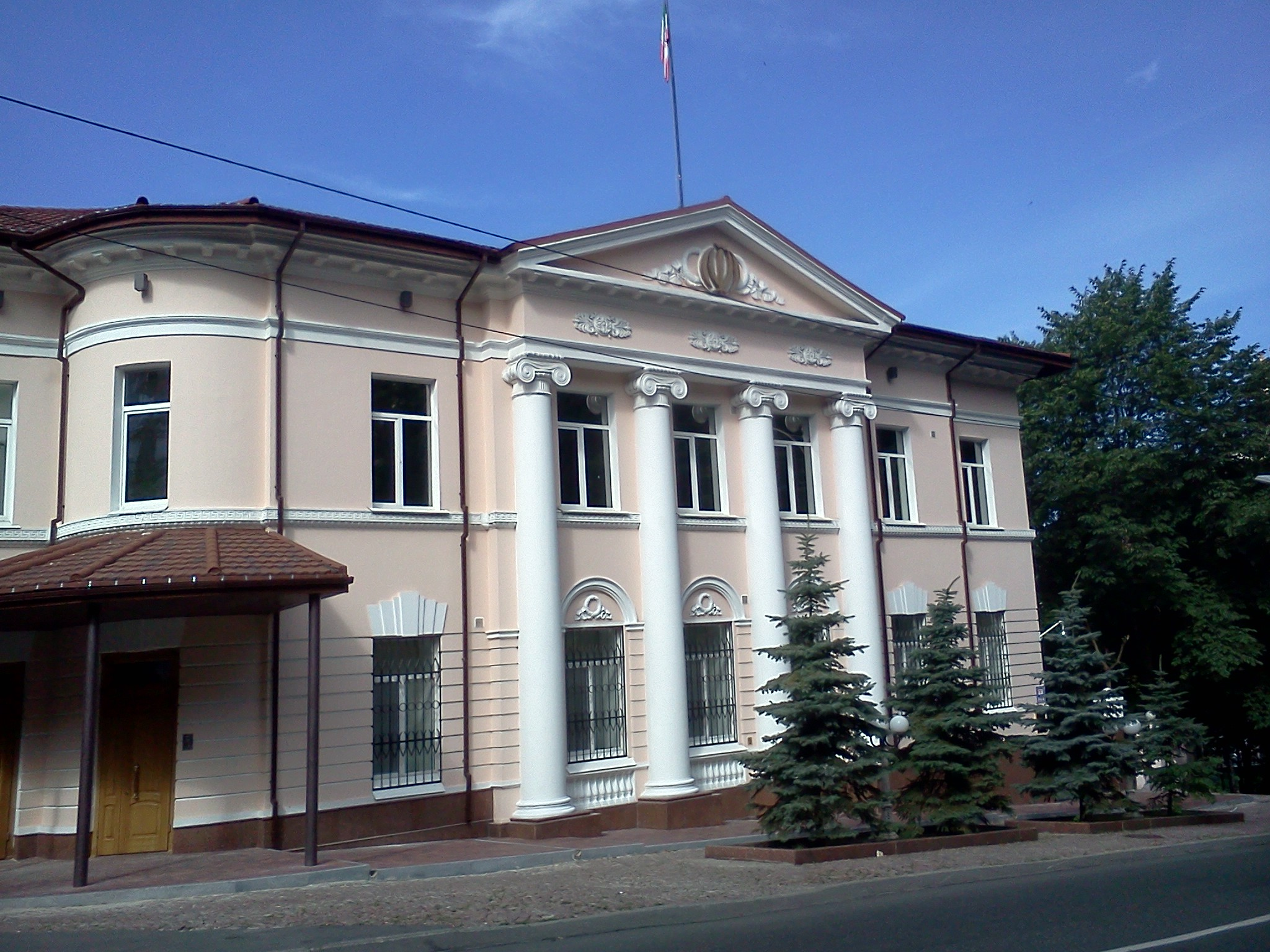
키예프 주재 이란 대사관

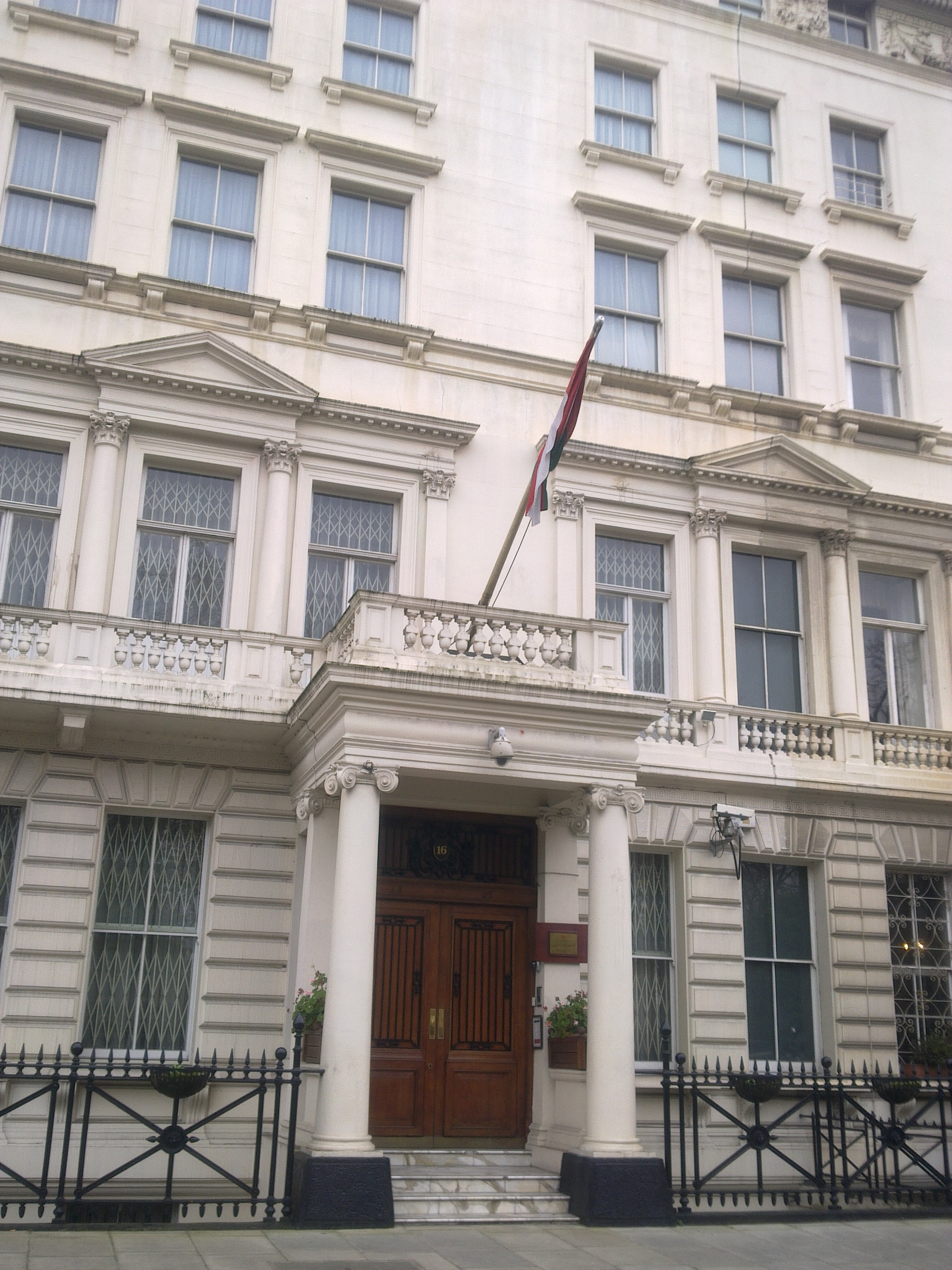
런던 주재 이란 대사관

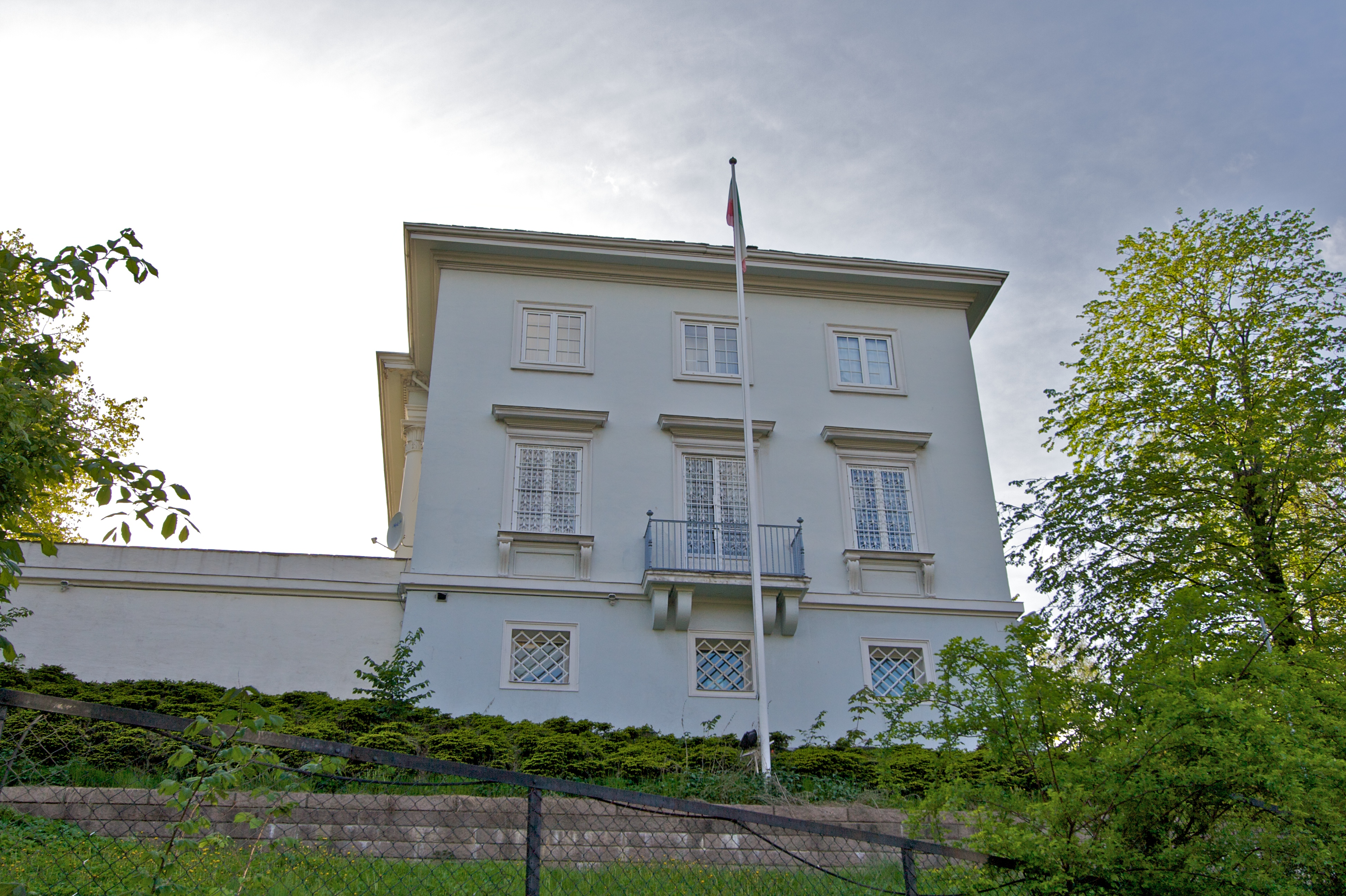
오슬로 주재 이란 대사관

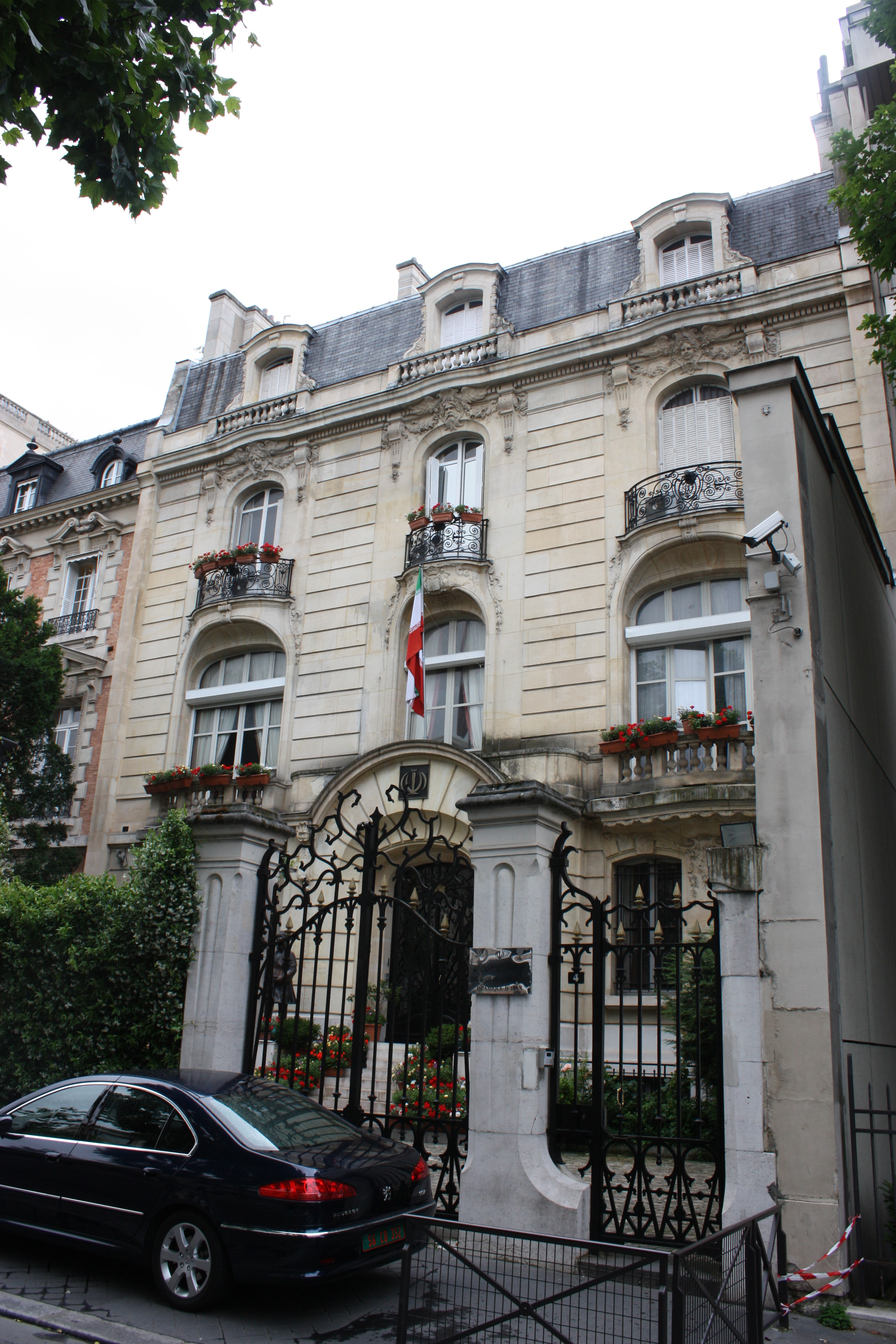
파리 주재 이란 대사관

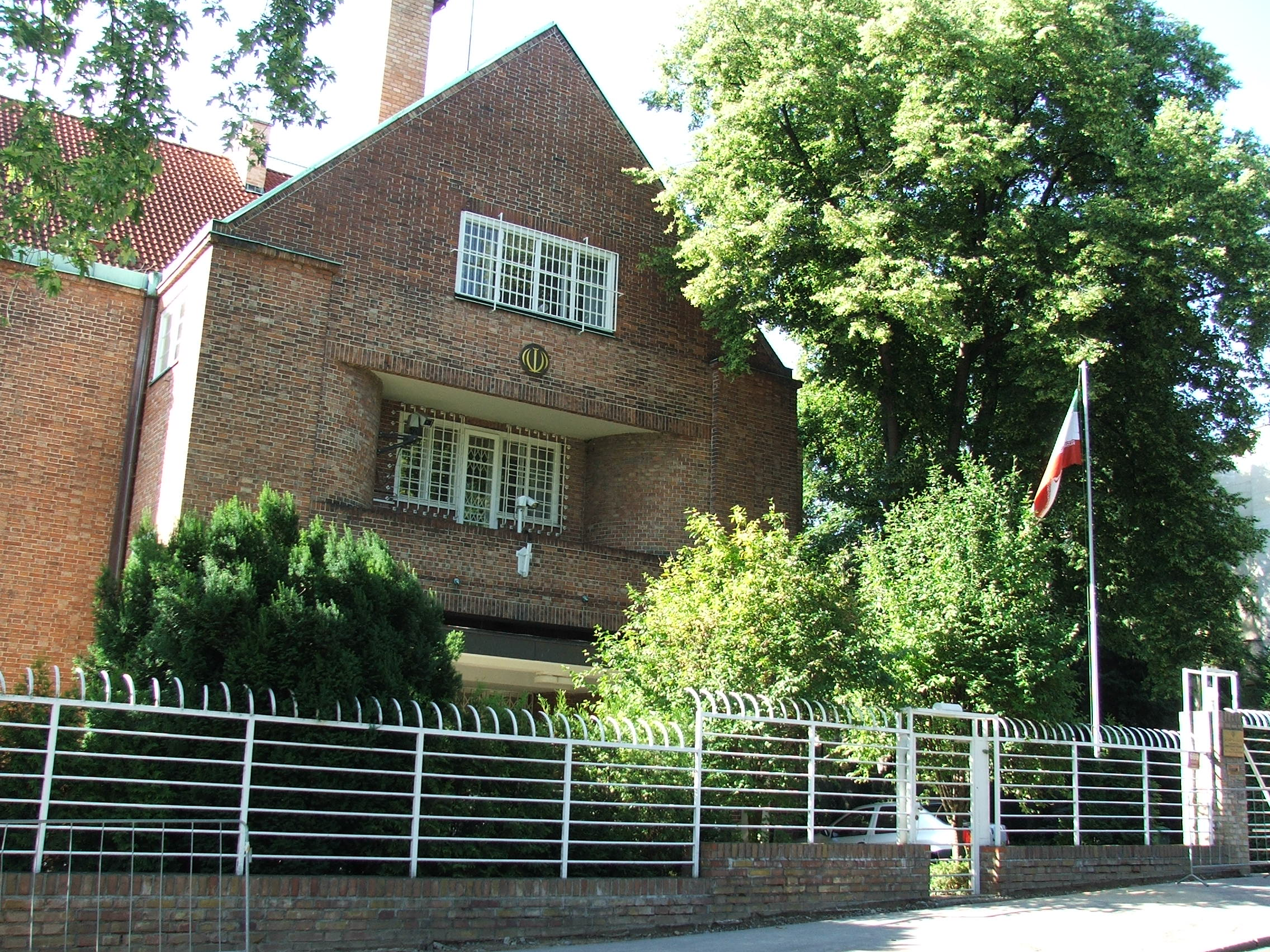
프라하 주재 이란 대사관

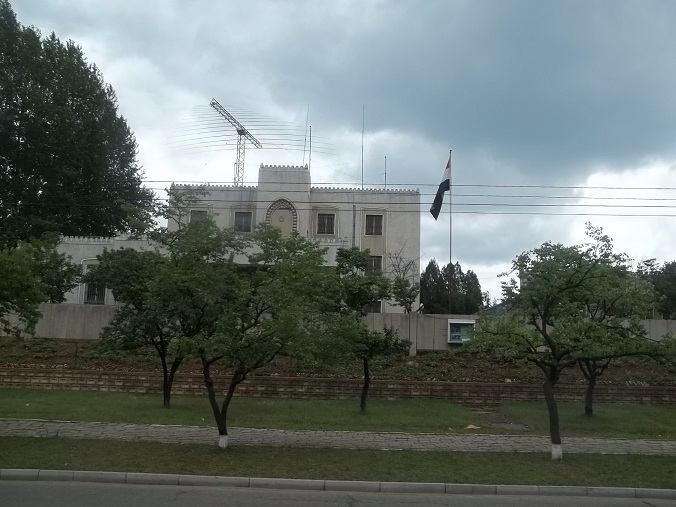
평양 주재 이란 대사관

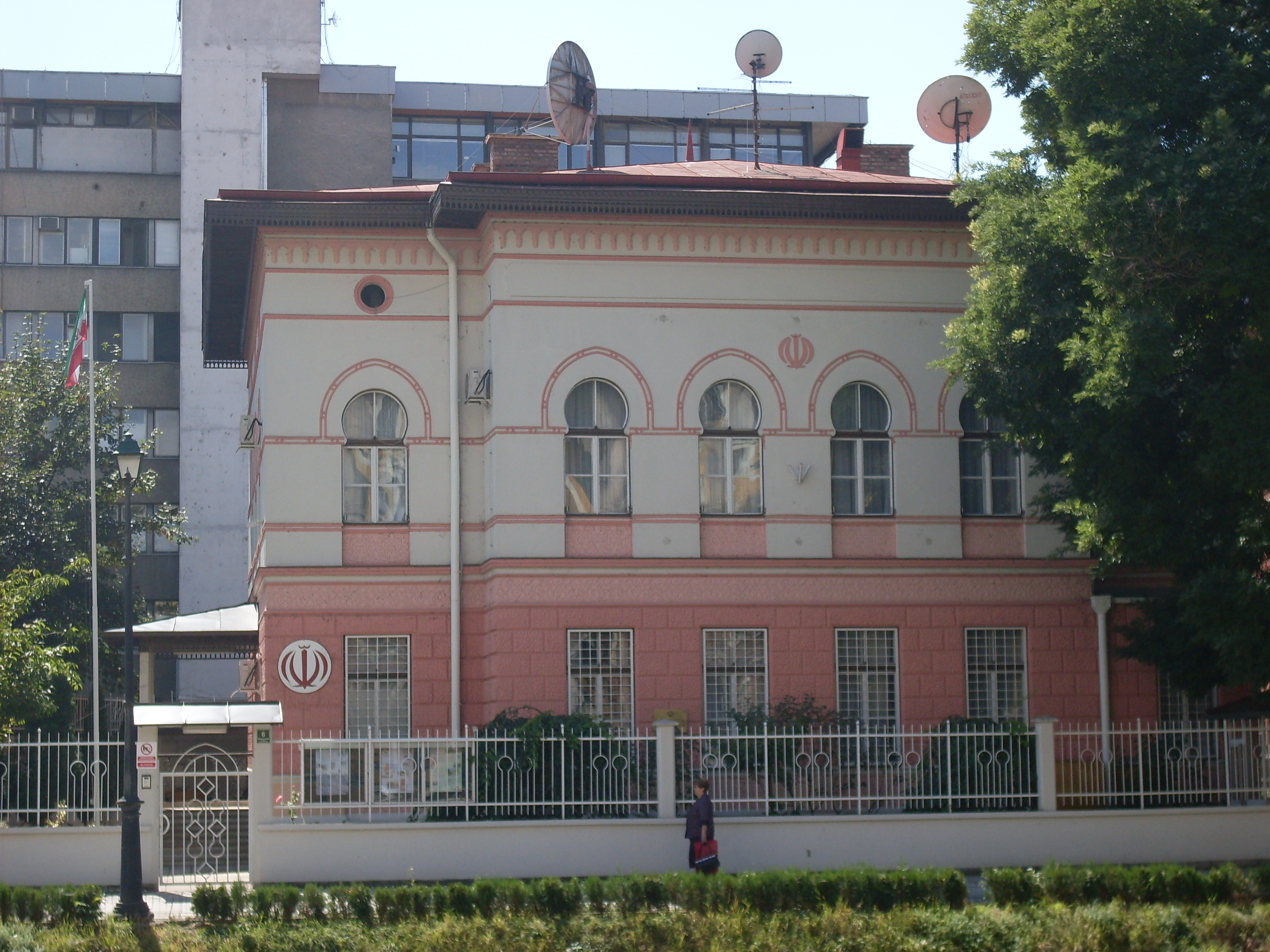
사라예보 주재 이란 대사관

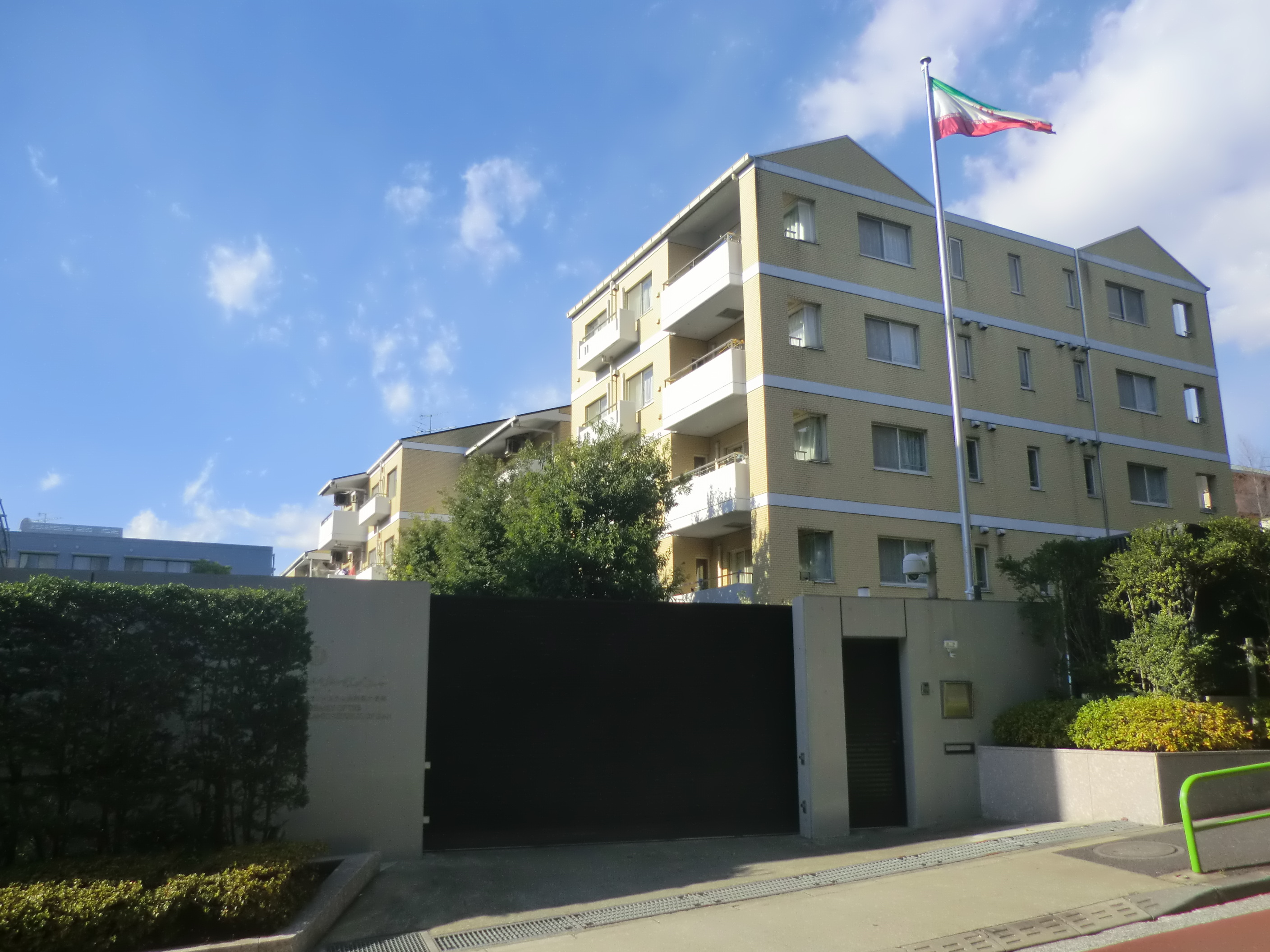
도쿄 주재 이란 대사관

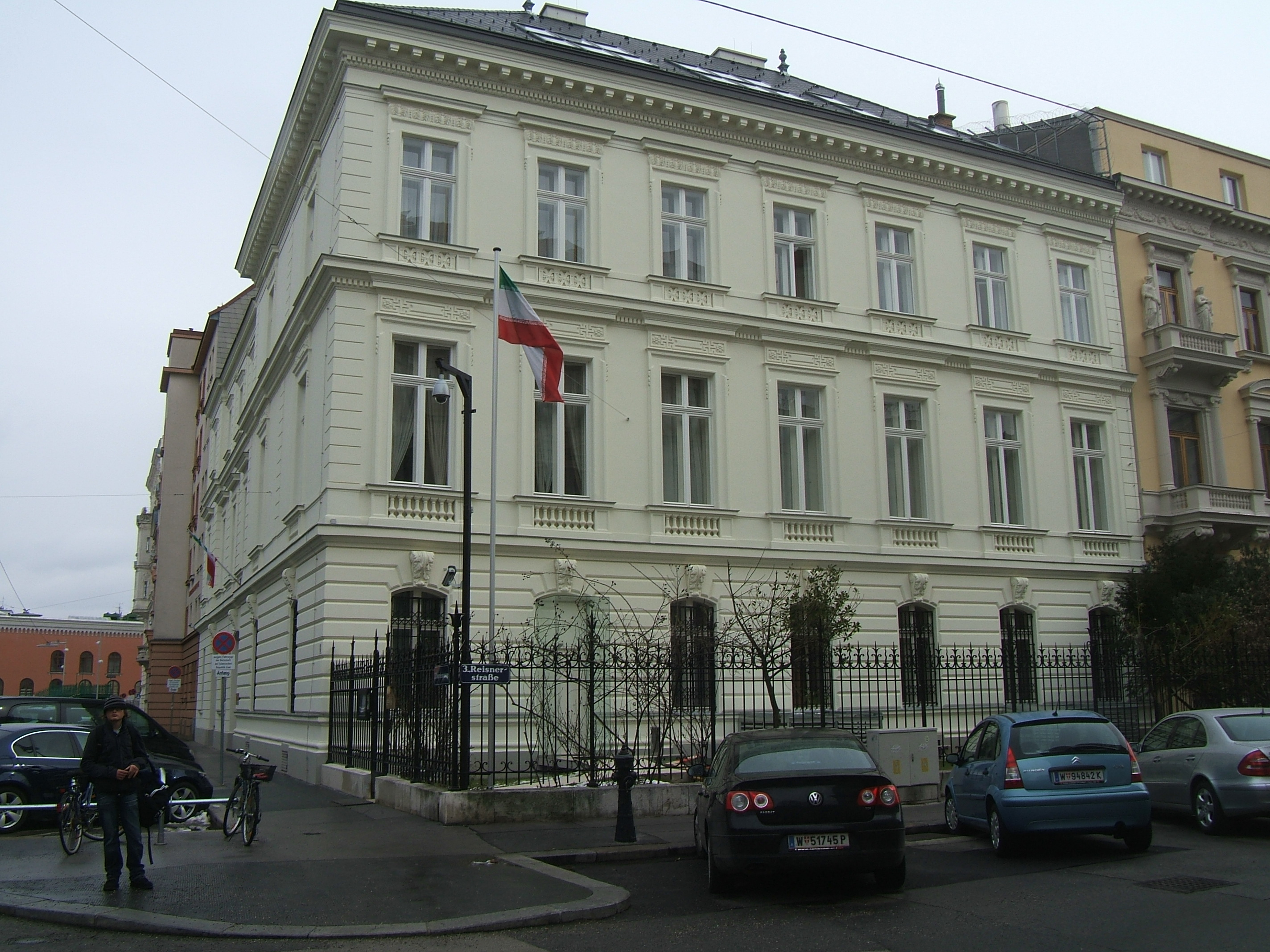
빈 주재 이란 대사관

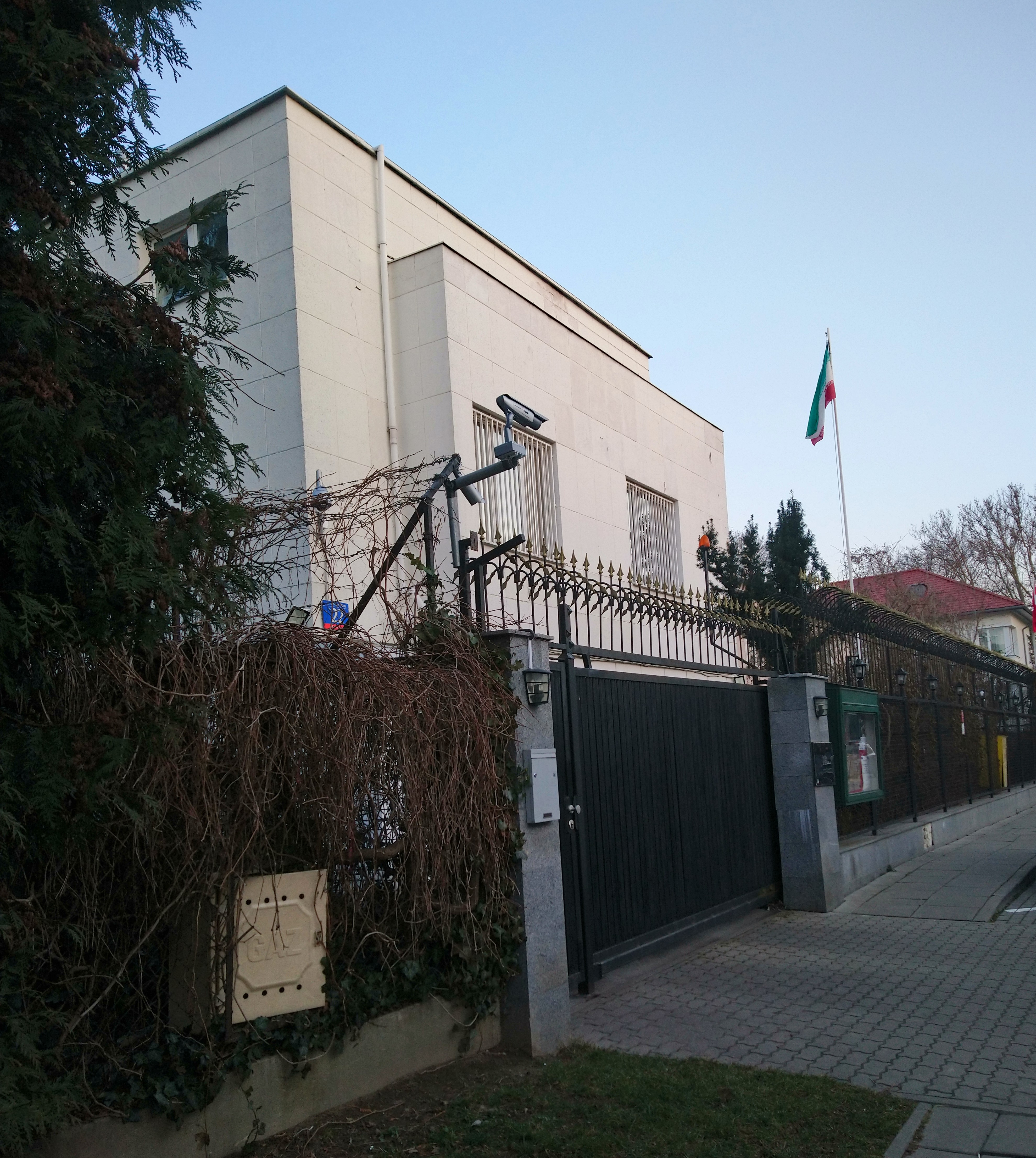
바르샤바 주재 이란 대사관

이란의 재외공관 목록은 이란 주재 대사관을 각국에 상주시켜 놓는 것을 의미하며 이란의 재외공관을 나열한 목록이다.

## 아프리카
- 알제리 : 알제 (대사관)
- 코트디부아르 : 아비장 (대사관)
- 콩고 민주 공화국 : 킨샤사 (대사관)
- 에티오피아 : 아디스아바바 (대사관)
- 가나 : 아크라 (대사관)
- 기니 : 코나크리 (대사관)
- 케냐 : 나이로비 (대사관)
- 리비아 : 트리폴리 (대사관)
- 마다가스카르 : 안타나나리보 (대사관)
- 말리 : 바마코 (대사관)
- 모로코 : 라바트 (대사관)
- 나미비아 : 빈트후크 (대사관)
- 니제르 : 니아메 (대사관)
- 나이지리아 : 아부자 (대사관)
- 세네갈 : 다카르 (대사관)
- 소말리아 : 모가디슈 (대사관)
- 남아프리카 공화국 : 프리토리아 (대사관)
- 수단 : 하르툼 (대사관)
- 탄자니아 : 다르에스살람 (대사관)
- 튀니지 : 튀니스 (대사관)
- 우간다 : 캄팔라 (대사관)
- 짐바브웨 : 하라레 (대사관)

## 아메리카
- 아르헨티나 : 부에노스아이레스 (대사관)
- 볼리비아 : 라파스 (대사관)
- 브라질 : 브라질리아 (대사관)
- 캐나다 : 오타와 (캐나다 주재 오만 대사관 산하 이익대표부)
- 칠레 : 산티아고 (대사관)
- 콜롬비아 : 보고타 (대사관)
- 쿠바 : 아바나 (대사관)
- 에콰도르 : 키토 (대사관)
- 멕시코 : 멕시코시티 (대사관)
- 니카라과 : 마나과 (대사관)
- 미국 : 워싱턴 D.C. (미국 주재 파키스탄 대사관 산하 이익대표부)
- 우루과이 : 몬테비데오 (대사관)
- 베네수엘라 : 카라카스 (대사관)

## 아시아
- 아프가니스탄 : 카불 (대사관), 헤라트 (총영사관), 잘랄라바드 (총영사관), 칸다하르 (총영사관), 마자르이샤리프 (총영사관)
- 아르메니아 : 예레반 (대사관)
- 아제르바이잔 : 바쿠 (대사관), 나히체반 (총영사관)
- 바레인 : 마나마 (대사관)
- 방글라데시 : 다카 (대사관)
- 브루나이 : 반다르스리브가완 (대사관)
- 캄보디아 : 프놈펜 (대사관)
- 중화인민공화국 : 베이징시 (대사관), 광저우시 (총영사관), 홍콩 (총영사관), 상하이시 (총영사관)
- 조지아 : 트빌리시 (대사관)
- 인도 : 뉴델리 (대사관), 하이데라바드 (총영사관), 뭄바이 (총영사관)
- 인도네시아 : 자카르타 (대사관)
- 이라크 : 바그다드 (대사관), 바스라 (총영사관), 아르빌 (총영사관), 카르발라 (총영사관)
- 일본 : 도쿄도 (대사관)
- 요르단 : 암만 (대사관)
- 카자흐스탄 : 아스타나 (대사관)
- 조선민주주의인민공화국 : 평양직할시 (대사관)
- 대한민국 : 서울특별시 (대사관)
- 쿠웨이트 : 쿠웨이트시티 (대사관)
- 키르기스스탄 : 비슈케크 (대사관)
- 레바논 : 베이루트 (대사관)
- 말레이시아 : 쿠알라룸푸르 (대사관)
- 미얀마 : 양곤 (대사관)
- 오만 : 무스카트 (대사관)
- 파키스탄 : 이슬라마바드 (대사관), 카라치 (총영사관), 라호르 (총영사관), 페샤와르 (총영사관), 퀘타 (총영사관)
- 필리핀 : 마닐라 (대사관)
- 카타르 : 도하 (대사관)
- 스리랑카 : 콜롬보 (대사관)
- 시리아 : 다마스쿠스 (대사관)
- 타지키스탄 : 두샨베 (대사관)
- 태국 : 방콕 (대사관)
- 튀르키예 : 앙카라 (대사관), 에르주룸 (총영사관), 이스탄불 (총영사관), 트라브존 (총영사관)
- 투르크메니스탄 : 아시가바트 (대사관), 마리 (총영사관)
- 아랍에미리트 : 아부다비 (대사관), 두바이 (총영사관)
- 우즈베키스탄 : 타슈켄트 (대사관)
- 베트남 : 하노이 (대사관)
- 예멘 : 사나 (대사관)

## 유럽
- 오스트리아 : 빈 (대사관)
- 벨라루스 : 민스크 (대사관)
- 벨기에 : 브뤼셀 (대사관)
- 보스니아 헤르체고비나 : 사라예보 (대사관)
- 불가리아 : 소피아 (대사관)
- 크로아티아 : 자그레브 (대사관)
- 키프로스 : 니코시아 (대사관)
- 체코 : 프라하 (대사관)
- 덴마크 : 코펜하겐 (대사관)
- 핀란드 : 헬싱키 (대사관)
- 프랑스 : 파리 (대사관)
- 독일 : 베를린 (대사관), 프랑크푸르트암마인 (총영사관), 함부르크 (총영사관), 뮌헨 (총영사관)
- 그리스 : 아테네 (대사관)
- 바티칸 시국 : 로마 (대사관)
- 헝가리 : 부다페스트 (대사관)
- 아일랜드 : 더블린 (대사관)
- 이탈리아 : 로마 (대사관), 밀라노 (총영사관)
- 북마케도니아 : 스코페 (대사관)
- 네덜란드 : 헤이그 (대사관)
- 노르웨이 : 오슬로 (대사관)
- 폴란드 : 바르샤바 (대사관)
- 포르투갈 : 리스본 (대사관)
- 루마니아 : 부쿠레슈티 (대사관)
- 러시아 : 모스크바 (대사관), 아스트라한 (총영사관), 카잔 (총영사관)
- 세르비아 : 베오그라드 (대사관)
- 슬로베니아 : 류블랴나 (대사관)
- 스페인 : 마드리드 (대사관)
- 스웨덴 : 스톡홀름 (대사관)
- 스위스 : 베른 (대사관), 제네바 (총영사관)
- 우크라이나 : 키예프 (대사관)
- 영국 : 런던 (대사관)

## 오세아니아
- 오스트레일리아 : 캔버라 (대사관)
- 뉴질랜드 : 웰링턴 (대사관)

## 대표부
- EU 이란 정부 대표부 : 브뤼셀
- UN 이란 정부 대표부 : 빈, 제네바, 뉴욕
- 이슬람 협력 기구 이란 정부 대표부 : 지다

## 같이 보기
- 이란 주재 외국공관 목록